# Torneo Apertura 2009 (México)
El Torneo Apertura 2009 fue la edición LXXXII del campeonato de liga de la Primera División del fútbol mexicano; se trató del 27º torneo corto, luego del cambio en el formato de competencia, con el que se abrió la temporada 2009-10.
Para este torneo el lugar dejado por el Necaxa al descender a la Liga de Ascenso, fue ocupado por el equipo Querétaro.

## Sistema de competición
La competencia del Torneo Apertura 2009 se desarrolla en dos fases:
- Fase de calificación: Que se integra por las 17 jornadas del torneo.
- Fase final: Que se integra por los partidos de ida y vuelta, de cuartos de final, semifinal y final.

### Fase de calificación
En la fase de calificación participan los 18 clubes de la primera división profesional jugando todos contra todos durante las 17 jornadas respectivas, a un solo partido. Se observará el sistema de puntos. La ubicación en la tabla general y en la tabla grupos está sujeta a lo siguiente:
- Por juego ganado se obtendrán tres puntos.
- Por juego empatado se obtendrá un punto.
- Por juego perdido cero puntos.

El orden de los clubes al final de la Fase de Calificación del torneo corresponderá a la suma de los puntos obtenidos por cada uno de ellos y se presentará en forma descendente. Si al finalizar las 17 jornadas del torneo, dos o más clubes estuviesen empatados en puntos, su posición en la Tabla General será determinada atendiendo a los siguientes criterios de desempate:
1. Mejor diferencia entre los goles anotados y recibidos.
2. Mayor número de goles anotados.
3. Marcadores particulares entre los clubes empatados.
4. Mayor número de goles anotados como visitante.
5. Sorteo.

Participan por el título de Campeón de la Primera División Profesional en el Torneo Apertura 2009, automáticamente los clubes que hayan obtenido el primero y segundo lugar de su respectivo grupo, así como los dos Clubes mejor clasificados al término de la jornada 17 en la Tabla General, excluyendo a los seis clubes ya clasificados como primero y segundo lugar de su grupo.

### Fase final
Los ocho clubes calificados para la fase final del torneo serán reubicados de acuerdo con el lugar que ocupen en la Tabla General al término de la jornada 17, correspondiéndole el puesto número uno al club mejor clasificado, y así sucesivamente hasta el número ocho. Los partidos correspondientes a la Fase Final se desarrollarán a visita recíproca y los equipos mejor ubicados serán quienes reciban el partido de vuelta, en las siguientes etapas:
- Cuartos de final.
- Semifinales.
- Final.

Los partidos de cuartos de final se jugarán de la siguiente manera:
| 1.º | vs | 8.º |
| 2.º | vs | 7.º |
| 3.º | vs | 6.º |
| 4.º | vs | 5.º |

El club vencedor en los partidos de cuartos de final será aquel que en los dos juegos anote el mayor número de goles que su contrario, criterio conocido como marcador global. De existir empate, el club mejor ubicado en la Tabla General al término de la jornada 17 del Torneo pasará a la siguiente fase.
En las Semifinales participarán los cuatro clubes vencedores de cuartos de final, reubicándolos del uno al cuatro, de acuerdo a su mejor posición en la Tabla General al término de la jornada 17 del Torneo, enfrentándose:
| 1.º | vs | 4.º |
| 2.º | vs | 3.º |

El Club vencedor en los partidos de Semifinal será aquel que en los dos juegos anote el mayor número de goles que su contrario, criterio conocido como marcador global. De existir empate, el Club mejor ubicado en la Tabla General al término de la jornada 17 del Torneo pasará a la siguiente fase.
Disputarán el título de Campeón del Torneo Apertura 2009, los dos clubes vencedores de la Semifinal correspondiente, reubicándolos del uno al dos, de acuerdo a su mejor posición en la Tabla General al término de la jornada 17 del Torneo.
El Club vencedor de la Final y por lo tanto Campeón, será aquel que en los dos partidos anote el mayor número de goles que su contrario, criterio conocido como marcador global. Si al término del tiempo reglamentario el partido está empatado, se prorrogarán dos tiempos extras de 15 minutos cada uno. De persistir el empate en estos periodos, se procederá a lanzar tiros penales de la forma ya establecida.

## Equipos participantes

### Ascenso y descenso
| Pos | Descendido de Primera División 2008-09 |
| --- | -------------------------------------- |
| 17º | Necaxa                                 |

| Pos | Ascendido de la Primera División 'A' |
| --- | ------------------------------------ |
| 13º | Querétaro                            |

| Indios Santos Pachuca Monterrey Tigres Morelia Atlas Guadalajara Estudiantes San Luis Querétaro Puebla Toluca América Cruz Azul UNAM Jaguares Atlante | \| Entidad Federativa \| N.º \| Equipos \| \| ------------------ \| --- \| -------------------------------- \| \| Distrito Federal \| 3 \| América, Cruz Azul y UNAM \| \| Jalisco \| 3 \| Atlas, Estudiantes y Guadalajara \| \| Nuevo León \| 2 \| Monterrey y Tigres \| \| Chihuahua \| 1 \| Indios \| \| Coahuila \| 1 \| Santos \| \| San Luis Potosí \| 1 \| San Luis \| \| Querétaro \| 1 \| Querétaro \| \| Hidalgo \| 1 \| Pachuca \| \| Estado de México \| 1 \| Toluca \| \| Michoacán \| 1 \| Morelia \| \| Puebla \| 1 \| Puebla \| \| Chiapas \| 1 \| Jaguares \| \| Quintana Roo \| 1 \| Atlante \| |                                  |
| Entidad Federativa | N.º | Equipos                          |
| Distrito Federal | 3 | América, Cruz Azul y UNAM        |
| Jalisco | 3 | Atlas, Estudiantes y Guadalajara |
| Nuevo León | 2 | Monterrey y Tigres               |
| Chihuahua | 1 | Indios                           |
| Coahuila | 1 | Santos                           |
| San Luis Potosí | 1 | San Luis                         |
| Querétaro | 1 | Querétaro                        |
| Hidalgo | 1 | Pachuca                          |
| Estado de México | 1 | Toluca                           |
| Michoacán | 1 | Morelia                          |
| Puebla | 1 | Puebla                           |
| Chiapas | 1 | Jaguares                         |
| Quintana Roo | 1 | Atlante                          |

## Información de los equipos
| Equipo                  | Ciudad                           | Entrenador              | Kit      | Patrocinios                                                  |
| ----------------------- | -------------------------------- | ----------------------- | -------- | ------------------------------------------------------------ |
| América                 | México, D. F.                    | Jesús Ramírez           | Nike     | Bimbo, Powerade, Cerveza Corona                              |
| Atlante                 | Cancún, Quintana Roo             | José Guadalupe Cruz     | Atletica | Cancún, Riviera Maya, ADO, Cerveza Corona                    |
| Atlas                   | Guadalajara, Jalisco             | Ricardo La Volpe        | Atletica | Coca-Cola, Cerveza Corona                                    |
| Cruz Azul               | México, D. F.                    | Enrique Meza            | Umbro    | Cemento Cruz Azul, Coca-Cola, Telcel                         |
| Jaguares                | Tuxtla Gutiérrez, Chiapas        | Luis Fernando Tena      | Atletica | Banco Azteca, Chiapas Gob., OCC, Farmacias del Ahorro        |
| Guadalajara             | Guadalajara, Jalisco             | Francisco Ramírez Gámez | Reebok   | Bimbo, Toyota                                                |
| Indios de Ciudad Juárez | Chihuahua, Ciudad Juárez         | Héctor Hugo Eugui       | Joma     | S-Mart, Coca-Cola, Cerveza Tecate                            |
| Monterrey               | Monterrey, Nuevo León            | Víctor Manuel Vucetich  | Nike     | Bimbo, Javer, Cerveza Carta Blanca                           |
| Morelia                 | Morelia, Michoacán               | Tomás Boy               | Atletica | Roshfrans, Cerveza Sol, Elektra, Banco Azteca                |
| Pachuca                 | Pachuca, Hidalgo                 | Guillermo Rivarola      | Nike     | Gamesa, ADO, Office Depot, Martí                             |
| Puebla                  | Puebla, Puebla                   | José Luis Sánchez Solá  | Atletica | Volkswagen, Cerveza Corona, Banco Azteca                     |
| Querétaro               | Querétaro                        | Héctor Medrano          | Pirma    | Kellogg's, Grupo ACIR, Coca-Cola, Cerveza Sol, Caja Libertad |
| San Luis                | San Luis Potosí, San Luis Potosí | Juan Antonio Luna       | Voit     | Caja Popular Mexicana, Cerveza Corona, Clorets               |
| Santos                  | Torreón, Coahuila                | Sergio Bueno            | Atletica | Soriana, Coca-Cola, Cerveza Corona                           |
| Tecos UAG               | Zapopan, Jalisco                 | Miguel Herrera          | Pirma    | Riviera Maya, Aeroméxico                                     |
| Tigres UANL             | Monterrey, Nuevo León            | Daniel Guzmán           | Adidas   | Cemex, Cerveza Carta Blanca                                  |
| Toluca                  | Toluca, Estado de México         | José Manuel de la Torre | Atletica | Banamex, Cerveza Corona                                      |
| Pumas UNAM              | México, D. F.                    | Ricardo Ferretti        | Lotto    | Banamex, Martí                                               |

### Cambios de entrenadores
| Equipo                  | Entrenador (jornadas)                                                  |
| ----------------------- | ---------------------------------------------------------------------- |
| Querétaro               | Héctor Medrano (1 - 5) Valtencir Gomes (6)* Carlos Reinoso (7 - 17)    |
| Guadalajara             | Francisco Ramírez (1 - 8) Raúl Arias (9 - 14) José Luis Real (15 - 17) |
| Indios de Ciudad Juárez | Héctor Hugo Eugui (1 - 10) Gabino Amparán (11)* José Treviño (12 - 17) |
| Club San Luis           | Juan Antonio Luna (1 - 12) Miguel Ángel López (13 - 17)                |

## Estadios
| |                                                                                     |                                                                                          |
| |                                                                                     |                                                                                          |
| Estadio Azteca Ciudad: México Capacidad: 105.064 Club: América                                       | Estadio Olímpico Universitario Ciudad: México Capacidad: 63.186 Club: UNAM          | Estadio Jalisco Ciudad: Guadalajara Capacidad: 56.713 Club: Atlas y Guadalajara          |
| |                                                                                     |                                                                                          |
| Estadio Cuauhtémoc Ciudad: Puebla Capacidad: 42.648 Club: Puebla                                     | Estadio Universitario Ciudad: Monterrey Capacidad: 42.000 Club: Tigres              | Estadio Morelos Ciudad: Morelia Capacidad: 41.056 Club: Monarcas Morelia                 |
| |                                                                                     |                                                                                          |
| Estadio Corregidora Ciudad: Querétaro Capacidad: 38.575 Club: Querétaro                              | Estadio Tecnológico Ciudad: Monterrey Capacidad: 36.485 Club: Monterrey             | Estadio Azul Ciudad: Ciudad de México Capacidad: 35.161 Club: Cruz Azul                  |
| |                                                                                     |                                                                                          |
| Estadio Víctor Manuel Reyna Ciudad: Tuxtla Gutiérrez Capacidad: 30.222 Club: Jaguares                | Estadio TSM Corona Ciudad: Torreón Capacidad: 30.000 Club: Santos                   | Estadio Nemesio Díez Ciudad: Toluca Capacidad: 27,000 Club: Toluca                       |
| |                                                                                     |                                                                                          |
| Estadio Tres de Marzo Ciudad: Guadalajara Capacidad: 25.000 Club: Estudiantes                        | Estadio Hidalgo Ciudad: Pachuca Capacidad: 25,000 Club: Pachuca                     | Estadio Alfonso Lastras Ramírez Ciudad: San Luis Potosí Capacidad: 24.000 Club: San Luis |
| |                                                                                     |                                                                                          |
| Estadio Olímpico Benito Juárez Ciudad: Ciudad Juárez Capacidad: 22.300 Club: Indios de Ciudad Jùarez | Estadio Olímpico Andrés Quintana Roo Ciudad: Cancún Capacidad: 20,000 Club: Atlante |                                                                                          |

### Nuevos Estadios
Para este Torneo se contará un nuevo estadio en el fútbol mexicano:
- Estadio TSM Corona: Con capacidad para 30.000 aficionados será el nuevo estadio del Club Santos Laguna. Este estadio fue inaugurado el 11 de noviembre del 2009 en Coahuila, en el partido amistoso entre el Club Santos Laguna y el Santos FC, que finalizó con una victoria de los laguneros de dos goles contra uno.

## Tabla general
| Pos. | Equipo            | Pts. | PJ | G  | E | P  | GF | GC | Dif. | Clasificación                   |
| ---- | ----------------- | ---- | -- | -- | - | -- | -- | -- | ---- | ------------------------------- |
| 1    | Toluca            | 35   | 17 | 11 | 2 | 4  | 32 | 19 | +13  | Cuartos de final de la liguilla |
| 2    | Cruz Azul         | 33   | 17 | 11 | 0 | 6  | 35 | 19 | +16  | Cuartos de final de la liguilla |
| 3    | Monarcas Morelia  | 33   | 17 | 10 | 3 | 4  | 31 | 15 | +16  | Cuartos de final de la liguilla |
| 4    | América           | 30   | 17 | 8  | 6 | 3  | 29 | 16 | +13  | Cuartos de final de la liguilla |
| 5    | Monterrey (C)     | 30   | 17 | 9  | 3 | 5  | 27 | 16 | +11  | Cuartos de final de la liguilla |
| 6    | Santos Laguna     | 27   | 17 | 7  | 6 | 4  | 29 | 24 | +5   | Cuartos de final de la liguilla |
| 7    | Puebla            | 26   | 17 | 6  | 8 | 3  | 19 | 19 | 0    | Cuartos de final de la liguilla |
| 8    | Pachuca           | 24   | 17 | 7  | 3 | 7  | 24 | 29 | −5   |                                 |
| 9    | Atlante           | 23   | 17 | 7  | 2 | 8  | 18 | 23 | −5   |                                 |
| 10   | Tigres UANL       | 22   | 17 | 5  | 7 | 5  | 23 | 18 | +5   |                                 |
| 11   | San Luis          | 21   | 17 | 5  | 6 | 6  | 21 | 24 | −3   | Cuartos de final de la liguilla |
| 12   | Estudiantes Tecos | 20   | 17 | 5  | 5 | 7  | 23 | 29 | −6   |                                 |
| 13   | Chiapas           | 19   | 17 | 5  | 4 | 8  | 17 | 22 | −5   |                                 |
| 14   | Guadalajara       | 19   | 17 | 5  | 4 | 8  | 23 | 29 | −6   |                                 |
| 15   | Atlas             | 18   | 17 | 5  | 3 | 9  | 14 | 25 | −11  |                                 |
| 16   | Querétaro         | 18   | 17 | 5  | 3 | 9  | 17 | 29 | −12  |                                 |
| 17   | UNAM              | 17   | 17 | 4  | 5 | 8  | 16 | 23 | −7   |                                 |
| 18   | Indios            | 6    | 17 | 0  | 6 | 11 | 7  | 26 | −19  |                                 |

 Fuente: Futmex

### Grupos

#### Grupo 1
| Pos. | Equipo      | Pts. | PJ | G  | E | P  | GF | GC | Dif. | Clasificación                   |
| ---- | ----------- | ---- | -- | -- | - | -- | -- | -- | ---- | ------------------------------- |
| 1    | Toluca      | 35   | 17 | 11 | 2 | 4  | 32 | 19 | +13  | Cuartos de final de la liguilla |
| 2    | San Luis    | 21   | 17 | 5  | 6 | 6  | 21 | 24 | −3   | Cuartos de final de la liguilla |
| 3    | Guadalajara | 19   | 17 | 5  | 4 | 8  | 23 | 29 | −6   |                                 |
| 4    | Atlas       | 18   | 17 | 5  | 3 | 9  | 14 | 25 | −11  |                                 |
| 5    | Querétaro   | 18   | 17 | 5  | 3 | 9  | 17 | 29 | −12  |                                 |
| 6    | Indios      | 6    | 17 | 0  | 6 | 11 | 7  | 26 | −19  |                                 |

 Fuente: Futmex

#### Grupo 2
| Pos. | Equipo        | Pts. | PJ | G  | E | P | GF | GC | Dif. | Clasificación                   |
| ---- | ------------- | ---- | -- | -- | - | - | -- | -- | ---- | ------------------------------- |
| 1    | Morelia       | 33   | 17 | 10 | 3 | 4 | 31 | 15 | +16  | Cuartos de final de la liguilla |
| 2    | América       | 30   | 17 | 8  | 6 | 3 | 29 | 16 | +13  | Cuartos de final de la liguilla |
| 3    | Monterrey (C) | 30   | 17 | 9  | 3 | 5 | 27 | 16 | +11  | Cuartos de final de la liguilla |
| 4    | Puebla        | 26   | 17 | 6  | 8 | 3 | 19 | 19 | 0    | Cuartos de final de la liguilla |
| 5    | Pachuca       | 24   | 17 | 7  | 3 | 7 | 24 | 29 | −5   |                                 |
| 6    | Chiapas       | 19   | 17 | 5  | 4 | 8 | 17 | 22 | −5   |                                 |

 Fuente: Futmex

#### Grupo 3
| Pos. | Equipo        | Pts. | PJ | G  | E | P | GF | GC | Dif. | Clasificación                   |
| ---- | ------------- | ---- | -- | -- | - | - | -- | -- | ---- | ------------------------------- |
| 1    | Cruz Azul     | 33   | 17 | 11 | 0 | 6 | 35 | 19 | +16  | Cuartos de final de la liguilla |
| 2    | Santos Laguna | 27   | 17 | 7  | 6 | 4 | 29 | 24 | +5   | Cuartos de final de la liguilla |
| 3    | Atlante       | 23   | 17 | 7  | 2 | 8 | 18 | 23 | −5   |                                 |
| 4    | Tigres UANL   | 22   | 17 | 5  | 7 | 5 | 23 | 18 | +5   |                                 |
| 5    | Estudiantes   | 20   | 17 | 5  | 5 | 7 | 23 | 29 | −6   |                                 |
| 6    | UNAM          | 17   | 17 | 4  | 5 | 8 | 16 | 23 | −7   |                                 |

 Fuente: Futmex

## Máximos goleadores
| 1           | Emanuel Villa       | Cruz Azul   | 17 |
| 2           | Héctor Mancilla     | Toluca      | 12 |
| 3           | Javier Hernández    | Guadalajara | 11 |
| 3           | Salvador Cabañas    | América     | 11 |
| 5           | Rafael Márquez Lugo | Atlante     | 9  |
| 6           | Alfredo Moreno      | San Luis    | 9  |
| 7           | Luis Gabriel Rey    | Morelia     | 7  |
| 8           | Humberto Suazo      | Monterrey   | 7  |
| 9           | Juan Carlos Cacho   | Pachuca     | 7  |
| 10          | Aldo de Nigris      | Monterrey   | 7  |
| Jornada 17. |                     |             |    |

|  |                             |
|  | Campeón de goleo individual |

## Tabla de descenso
| Resultados desde 2009-11-15 | Resultados desde 2009-11-15 | Resultados desde 2009-11-15 | Resultados desde 2009-11-15 | Resultados desde 2009-11-15 | Resultados desde 2009-11-15 | Resultados desde 2009-11-15 | Resultados desde 2009-11-15 | Resultados desde 2009-11-15 | Resultados desde 2009-11-15 |
| Equipo                      | Equipo                      | A-2007                      | C-2008                      | A-2008                      | C-2009                      | A-2009                      | Total                       | JJ                          | Cociente                    |
| --------------------------- | --------------------------- | --------------------------- | --------------------------- | --------------------------- | --------------------------- | --------------------------- | --------------------------- | --------------------------- | --------------------------- |
| 14                          | Jaguares                    | 18                          | 26                          | 18                          | 21                          | 19                          | 102                         | 85                          | 1.2000                      |
| 15                          | Tigres                      | 16                          | 19                          | 26                          | 14                          | 22                          | 97                          | 85                          | 1.1412                      |
| 16                          | Atlas                       | 12                          | 23                          | 22                          | 21                          | 18                          | 96                          | 85                          | 1.1294                      |
| 17                          | Querétaro                   | 0                           | 0                           | 0                           | 0                           | 18                          | 18                          | 17                          | 1.0588                      |
| 18                          | Indios                      | 0                           | 0                           | 19                          | 23                          | 6                           | 48                          | 51                          | 0.9412                      |

 Nota: Cabe señalar que el equipo que más abajo quede al final del torneo, no descenderá. En el próximo torneo será cuando haya un descenso y un ascenso. 

## Torneo regular
- Los horarios son correspondientes al Tiempo del Centro de México (UTC-6 y UTC-5 en horario de verano). Excepto en el caso del Club Indios que corresponden al Tiempo de la Montaña de México (UTC-7 y UTC-6 en horario de verano).[1]

| Jornada 1   | Jornada 1 | Jornada 1     | Jornada 1               | Jornada 1    | Jornada 1 | Jornada 1 |
| Local       | Resultado | Visitante     | Estadio                 | Fecha        | Hora      |           |
| ----------- | --------- | ------------- | ----------------------- | ------------ | --------- | --------- |
| Estudiantes | 2 - 3     | Pachuca       | Tres de Marzo           | 24 de julio  | 20:00     |           |
| Cruz Azul   | 0 - 2     | Chiapas       | Azul                    | 25 de julio  | 17:00     |           |
| Indios      | 0 - 0     | Monterrey     | Olímpico Benito Juárez  | 25 de julio  | 18:00     |           |
| Tigres      | 1 - 1     | Puebla        | Universitario           | 25 de julio  | 19:00     |           |
| Atlas       | 1 - 0     | UNAM          | Jalisco                 | 25 de julio  | 20:45     |           |
| Morelia     | 1 - 1     | Santos Laguna | Morelos                 | 26 de julio  | 11:30     |           |
| Toluca      | 4 - 3     | Guadalajara   | Nemesio Díez            | 26 de julio  | 11:30     |           |
| San Luis    | 1 - 1     | América       | Alfonso Lastras Ramírez | 29 de julio  | 20:30     |           |
| Querétaro   | 1 - 2     | Atlante       | Corregidora             | 26 de agosto | 20:00     |           |

| Jornada 2     | Jornada 2 | Jornada 2   | Jornada 2               | Jornada 2     | Jornada 2 | Jornada 2 |
| Local         | Resultado | Visitante   | Estadio                 | Fecha         | Hora      |           |
| ------------- | --------- | ----------- | ----------------------- | ------------- | --------- | --------- |
| Pachuca       | 3 - 1     | Querétaro   | Hidalgo                 | 31 de julio   | 19:15     |           |
| Monterrey     | 3 - 0     | Atlas       | Tecnológico             | 1 de agosto   | 17:00     |           |
| Chiapas       | 0 - 2     | Toluca      | Víctor Manuel Reyna     | 1 de agosto   | 17:00     |           |
| Guadalajara   | 1 - 3     | Tigres      | Jalisco                 | 1 de agosto   | 19:00     |           |
| Puebla        | 1 - 1     | Estudiantes | Cuauhtémoc              | 2 de agosto   | 12:00     |           |
| UNAM          | 0 - 3     | Cruz Azul   | Olímpico Universitario  | 2 de agosto   | 12:00     |           |
| Santos Laguna | 1 - 0     | Indios      | Corona                  | 2 de agosto   | 16:00     |           |
| América       | 1 - 2     | Morelia     | Azteca                  | 2 de agosto   | 16:00     |           |
| San Luis      | 2 - 1     | Atlante     | Alfonso Lastras Ramírez | 11 de octubre | 16:00     |           |

| Jornada 3   | Jornada 3 | Jornada 3     | Jornada 3                    | Jornada 3     | Jornada 3 | Jornada 3 |
| Local       | Resultado | Visitante     | Estadio                      | Fecha         | Hora      |           |
| ----------- | --------- | ------------- | ---------------------------- | ------------- | --------- | --------- |
| Cruz Azul   | 2 - 0     | Monterrey     | Azul                         | 8 de agosto   | 17:00     |           |
| Querétaro   | 1 - 1     | Puebla        | Corregidora                  | 8 de agosto   | 17:00     |           |
| Indios      | 0 - 1     | América       | Olímpico Benito Juárez       | 8 de agosto   | 18:00     |           |
| Tigres      | 0 - 2     | Chiapas       | Universitario                | 8 de agosto   | 19:00     |           |
| Atlante     | 0 - 2     | Pachuca       | Olímpico Andrés Quintana Roo | 8 de agosto   | 19:00     |           |
| Atlas       | 2 - 1     | Santos Laguna | Jalisco                      | 8 de agosto   | 20:45     |           |
| Morelia     | 2 - 1     | San Luis      | Morelos                      | 9 de agosto   | 12:00     |           |
| Toluca      | 3 - 0     | UNAM          | Nemesio Díez                 | 9 de agosto   | 12:00     |           |
| Estudiantes | 1 - 2     | Guadalajara   | Tres de Marzo                | 10 de octubre | 19:30     |           |

| Jornada 4     | Jornada 4 | Jornada 4   | Jornada 4               | Jornada 4    | Jornada 4 | Jornada 4 |
| Local         | Resultado | Visitante   | Estadio                 | Fecha        | Hora      |           |
| ------------- | --------- | ----------- | ----------------------- | ------------ | --------- | --------- |
| Monterrey     | 1 - 0     | Toluca      | Tecnológico             | 15 de agosto | 17:00     |           |
| Chiapas       | 0 - 1     | Estudiantes | Víctor Manuel Reyna     | 15 de agosto | 17:00     |           |
| Guadalajara   | 2 - 0     | Querétaro   | Jalisco                 | 15 de agosto | 19:00     |           |
| San Luis      | 3 - 0     | Pachuca     | Alfonso Lastras Ramírez | 15 de agosto | 20:45     |           |
| Morelia       | 5 - 0     | Indios      | Morelos                 | 16 de agosto | 12:00     |           |
| Puebla        | 1 - 0     | Atlante     | Cuauhtémoc              | 16 de agosto | 12:00     |           |
| UNAM          | 1 - 2     | Tigres      | Olímpico Universitario  | 16 de agosto | 12:00     |           |
| Santos Laguna | 3 - 2     | Cruz Azul   | Corona                  | 16 de agosto | 16:00     |           |
| América       | 2 - 1     | Atlas       | Azteca                  | 16 de agosto | 16:00     |           |

| Jornada 5   | Jornada 5 | Jornada 5     | Jornada 5                    | Jornada 5    | Jornada 5 | Jornada 5 |
| Local       | Resultado | Visitante     | Estadio                      | Fecha        | Hora      |           |
| ----------- | --------- | ------------- | ---------------------------- | ------------ | --------- | --------- |
| Estudiantes | 3 - 0     | UNAM          | Tres de Marzo                | 21 de agosto | 20:00     |           |
| Cruz Azul   | 2 - 3     | Chiapas       | Azul                         | 22 de agosto | 17:00     |           |
| Querétaro   | 2 - 2     | América       | Corregidora                  | 22 de agosto | 17:00     |           |
| Indios      | 1 - 1     | San Luis      | Olímpico Benito Juárez       | 22 de agosto | 18:00     |           |
| Tigres      | 1 - 2     | Monterrey     | Universitario                | 22 de agosto | 19:00     |           |
| Pachuca     | 1 - 2     | Puebla        | Hidalgo                      | 22 de agosto | 19:00     |           |
| Atlas       | 0 - 2     | Morelia       | Jalisco                      | 22 de agosto | 20:45     |           |
| Atlante     | 3 - 1     | Guadalajara   | Olímpico Andrés Quintana Roo | 22 de agosto | 21:00     |           |
| Toluca      | 3 - 0     | Santos Laguna | Nemesio Díez                 | 23 de agosto | 12:00     |           |

| Jornada 6     | Jornada 6 | Jornada 6   | Jornada 6               | Jornada 6    | Jornada 6 | Jornada 6 |
| Local         | Resultado | Visitante   | Estadio                 | Fecha        | Hora      |           |
| ------------- | --------- | ----------- | ----------------------- | ------------ | --------- | --------- |
| Monterrey     | 2 - 2     | Estudiantes | Tecnológico             | 29 de agosto | 17:00     |           |
| Chiapas       | 1 - 1     | Atlante     | Víctor Manuel Reyna     | 29 de agosto | 17:00     |           |
| Indios        | 1 - 1     | Atlas       | Olímpico Benito Juárez  | 29 de agosto | 18:00     |           |
| Guadalajara   | 2 - 2     | Pachuca     | Jalisco                 | 29 de agosto | 19:00     |           |
| San Luis      | 0 - 0     | Puebla      | Alfonso Lastras Ramírez | 29 de agosto | 20:45     |           |
| Morelia       | 0 - 3     | Cruz Azul   | Morelos                 | 30 de agosto | 12:00     |           |
| UNAM          | 3 - 0     | Querétaro   | Olímpico Universitario  | 30 de agosto | 12:00     |           |
| Santos Laguna | 2 - 2     | Tigres      | Corona                  | 30 de agosto | 16:00     |           |
| América       | 7 - 2     | Toluca      | Azteca                  | 30 de agosto | 16:00     |           |

| Jornada 7   | Jornada 7 | Jornada 7     | Jornada 7                    | Jornada 7       | Jornada 7 | Jornada 7 |
| Local       | Resultado | Visitante     | Estadio                      | Fecha           | Hora      |           |
| ----------- | --------- | ------------- | ---------------------------- | --------------- | --------- | --------- |
| Estudiantes | 2 - 4     | Santos Laguna | Tres de Marzo                | 4 de septiembre | 20:00     |           |
| Atlas       | 0 - 0     | San Luis      | Jalisco                      | 4 de septiembre | 20:30     |           |
| Querétaro   | 1 - 3     | Monterrey     | Corregidora                  | 5 de septiembre | 17:00     |           |
| Tigres      | 1 - 1     | América       | Universitario                | 5 de septiembre | 18:30     |           |
| Cruz Azul   | 2 - 0     | Indios        | Azul                         | 5 de septiembre | 18:30     |           |
| Pachuca     | 4 - 0     | Chiapas       | Hidalgo                      | 5 de septiembre | 19:00     |           |
| Toluca      | 1 - 0     | Morelia       | Nemesio Díez                 | 6 de septiembre | 12:00     |           |
| Puebla      | 2 - 2     | Guadalajara   | Cuauhtémoc                   | 6 de septiembre | 16:00     |           |
| Atlante     | 1 - 0     | UNAM          | Olímpico Andrés Quintana Roo | 6 de septiembre | 17:00     |           |

| Jornada 8     | Jornada 8 | Jornada 8   | Jornada 8               | Jornada 8        | Jornada 8 | Jornada 8 |
| Local         | Resultado | Visitante   | Estadio                 | Fecha            | Hora      |           |
| ------------- | --------- | ----------- | ----------------------- | ---------------- | --------- | --------- |
| Monterrey     | 3 - 0     | Atlante     | Tecnológico             | 12 de septiembre | 17:00     |           |
| Chiapas       | 0 - 1     | Puebla      | Víctor Manuel Reyna     | 12 de septiembre | 17:00     |           |
| Indios        | 0 - 1     | Toluca      | Olímpico Benito Juárez  | 12 de septiembre | 18:00     |           |
| San Luis      | 4 - 0     | Guadalajara | Alfonso Lastras Ramírez | 12 de septiembre | 19:00     |           |
| Atlas         | 0 - 1     | Cruz Azul   | Jalisco                 | 12 de septiembre | 19:00     |           |
| Morelia       | 2 - 1     | Tigres      | Morelos                 | 13 de septiembre | 12:00     |           |
| UNAM          | 1 - 2     | Pachuca     | Olímpico Universitario  | 13 de septiembre | 12:00     |           |
| Santos Laguna | 2 - 0     | Querétaro   | Corona                  | 13 de septiembre | 16:00     |           |
| América       | 5 - 0     | Estudiantes | Azteca                  | 13 de septiembre | 17:00     |           |

| Jornada 9   | Jornada 9 | Jornada 9     | Jornada 9                    | Jornada 9        | Jornada 9 | Jornada 9 |
| Local       | Resultado | Visitante     | Estadio                      | Fecha            | Hora      |           |
| ----------- | --------- | ------------- | ---------------------------- | ---------------- | --------- | --------- |
| Estudiantes | 0 - 2     | Morelia       | Tres de Marzo                | 18 de septiembre | 20:00     |           |
| Cruz Azul   | 4 - 2     | San Luis      | Azul                         | 19 de septiembre | 17:00     |           |
| Guadalajara | 1 - 0     | Chiapas       | Jalisco                      | 19 de septiembre | 19:00     |           |
| Pachuca     | 1 - 3     | Monterrey     | Hidalgo                      | 19 de septiembre | 19:00     |           |
| Tigres      | 0 - 0     | Indios        | Universitario                | 19 de septiembre | 19:00     |           |
| Atlante     | 0 - 1     | Santos Laguna | Olímpico Andrés Quintana Roo | 19 de septiembre | 21:00     |           |
| Toluca      | 2 - 0     | Atlas         | Nemesio Díez                 | 20 de septiembre | 12:00     |           |
| Querétaro   | 0 - 0     | América       | Corregidora                  | 20 de septiembre | 16:00     |           |
| Puebla      | 1 - 1     | UNAM          | Cuauhtémoc                   | 20 de septiembre | 16:00     |           |

| Jornada 10    | Jornada 10 | Jornada 10  | Jornada 10              | Jornada 10       | Jornada 10 | Jornada 10 |
| Local         | Resultado  | Visitante   | Estadio                 | Fecha            | Hora       |            |
| ------------- | ---------- | ----------- | ----------------------- | ---------------- | ---------- | ---------- |
| Monterrey     | 2 - 1      | Puebla      | Tecnológico             | 26 de septiembre | 17:00      |            |
| Cruz Azul     | 1 - 2      | Toluca      | Azul                    | 26 de septiembre | 17:00      |            |
| Indios        | 1 - 2      | Estudiantes | Olímpico Benito Juárez  | 26 de septiembre | 18:00      |            |
| San Luis      | 0 - 3      | Chiapas     | Alfonso Lastras Ramírez | 26 de septiembre | 19:00      |            |
| Atlas         | 2 - 1      | Tigres      | Jalisco                 | 26 de septiembre | 20:45      |            |
| Morelia       | 5 - 0      | Querétaro   | Morelos                 | 27 de septiembre | 12:00      |            |
| UNAM          | 1 - 1      | Guadalajara | Olímpico Universitario  | 27 de septiembre | 12:00      |            |
| Santos Laguna | 4 - 0      | Pachuca     | Corona                  | 27 de septiembre | 16:00      |            |
| América       | 1 - 0      | Atlante     | Azteca                  | 27 de septiembre | 17:00      |            |

| Jornada 11  | Jornada 11 | Jornada 11    | Jornada 11                   | Jornada 11   | Jornada 11 | Jornada 11 |
| Local       | Resultado  | Visitante     | Estadio                      | Fecha        | Hora       |            |
| ----------- | ---------- | ------------- | ---------------------------- | ------------ | ---------- | ---------- |
| Estudiantes | 1 - 2      | Atlas         | Tres de Marzo                | 2 de octubre | 20:00      |            |
| Querétaro   | 3 - 1      | Indios        | Corregidora                  | 3 de octubre | 17:00      |            |
| Chiapas     | 0 - 2      | UNAM          | Víctor Manuel Reyna          | 3 de octubre | 17:00      |            |
| Pachuca     | 2 - 1      | América       | Hidalgo                      | 3 de octubre | 19:00      |            |
| Guadalajara | 1 - 0      | Monterrey     | Jalisco                      | 3 de octubre | 19:00      |            |
| Atlante     | 2 - 1      | Morelia       | Olímpico Andrés Quintana Roo | 3 de octubre | 19:00      |            |
| Tigres      | 2 - 0      | Cruz Azul     | Universitario                | 3 de octubre | 19:00      |            |
| Toluca      | 1 - 1      | San Luis      | Nemesio Díez                 | 4 de octubre | 12:00      |            |
| Puebla      | 3 - 3      | Santos Laguna | Cuauhtémoc                   | 4 de octubre | 16:00      |            |

| Jornada 12    | Jornada 12 | Jornada 12  | Jornada 12              | Jornada 12    | Jornada 12 | Jornada 12 |
| Local         | Resultado  | Visitante   | Estadio                 | Fecha         | Hora       |            |
| ------------- | ---------- | ----------- | ----------------------- | ------------- | ---------- | ---------- |
| Cruz Azul     | 3 - 1      | Estudiantes | Azul                    | 17 de octubre | 17:00      |            |
| Monterrey     | 1 - 2      | Chiapas     | Tecnológico             | 17 de octubre | 17:00      |            |
| Indios        | 0 - 2      | Atlante     | Olímpico Benito Juárez  | 17 de octubre | 18:00      |            |
| Toluca        | 1 - 1      | Tigres      | Nemesio Díez            | 17 de octubre | 19:00      |            |
| Morelia       | 2 - 0      | Pachuca     | Morelos                 | 17 de octubre | 19:00      |            |
| Atlas         | 0 - 1      | Querétaro   | Jalisco                 | 17 de octubre | 20:45      |            |
| San Luis      | 1 - 0      | UNAM        | Alfonso Lastras Ramírez | 17 de octubre | 20:45      |            |
| América       | 0 - 0      | Puebla      | Azteca                  | 18 de octubre | 16:30      |            |
| Santos Laguna | 1 - 0      | Guadalajara | Corona                  | 19 de octubre | 19:00      |            |

| Jornada 13  | Jornada 13 | Jornada 13    | Jornada 13                   | Jornada 13    | Jornada 13 | Jornada 13 |
| Local       | Resultado  | Visitante     | Estadio                      | Fecha         | Hora       |            |
| ----------- | ---------- | ------------- | ---------------------------- | ------------- | ---------- | ---------- |
| Estudiantes | 2 - 1      | Toluca        | Tres de Marzo                | 23 de octubre | 20:00      |            |
| Querétaro   | 2 - 1      | Cruz Azul     | Corregidora                  | 24 de octubre | 17:00      |            |
| Chiapas     | 1 - 1      | Santos Laguna | Víctor Manuel Reyna          | 24 de octubre | 17:00      |            |
| Pachuca     | 1 - 0      | Indios        | Hidalgo                      | 24 de octubre | 19:00      |            |
| Tigres      | 1 - 0      | San Luis      | Universitario                | 24 de octubre | 19:00      |            |
| Atlante     | 2 - 0      | Atlas         | Olímpico Andrés Quintana Roo | 24 de octubre | 21:00      |            |
| UNAM        | 2 - 1      | Monterrey     | Olímpico Universitario       | 25 de octubre | 12:00      |            |
| Puebla      | 2 - 1      | Morelia       | Cuauhtémoc                   | 25 de octubre | 16:00      |            |
| América     | 1 - 0      | Guadalajara   | Azteca                       | 25 de octubre | 16:30      |            |

| Jornada 14    | Jornada 14 | Jornada 14  | Jornada 14              | Jornada 14     | Jornada 14 | Jornada 14 |
| Local         | Resultado  | Visitante   | Estadio                 | Fecha          | Hora       |            |
| ------------- | ---------- | ----------- | ----------------------- | -------------- | ---------- | ---------- |
| Cruz Azul     | 3 - 1      | Atlante     | Azul                    | 31 de octubre  | 17:00      |            |
| San Luis      | 0 - 3      | Monterrey   | Alfonso Lastras Ramírez | 31 de octubre  | 17:00      |            |
| Indios        | 0 - 2      | Puebla      | Olímpico Benito Juárez  | 31 de octubre  | 18:00      |            |
| Tigres        | 2 - 2      | Estudiantes | Universitario           | 31 de octubre  | 19:00      |            |
| Atlas         | 1 - 1      | Pachuca     | Jalisco                 | 31 de octubre  | 20:45      |            |
| Morelia       | 3 - 1      | Guadalajara | Morelos                 | 1 de noviembre | 12:00      |            |
| Toluca        | 2 - 0      | Querétaro   | Nemesio Díez            | 1 de noviembre | 12:00      |            |
| América       | 1 - 1      | Chiapas     | Azteca                  | 1 de noviembre | 16:00      |            |
| Santos Laguna | 1 - 1      | UNAM        | Corona                  | 1 de noviembre | 16:00      |            |

| Jornada 15  | Jornada 15 | Jornada 15    | Jornada 15                   | Jornada 15     | Jornada 15 | Jornada 15 |
| Local       | Resultado  | Visitante     | Estadio                      | Fecha          | Hora       |            |
| ----------- | ---------- | ------------- | ---------------------------- | -------------- | ---------- | ---------- |
| Chiapas     | 1 - 2      | Morelia       | Víctor Manuel Reyna          | 4 de noviembre | 17:00      |            |
| Pachuca     | 1 - 3      | Cruz Azul     | Hidalgo                      | 4 de noviembre | 19:00      |            |
| Guadalajara | 2 - 2      | Indios        | Jalisco                      | 4 de noviembre | 20:00      |            |
| Estudiantes | 1 - 1      | San Luis      | Tres de Marzo                | 4 de noviembre | 20:00      |            |
| Querétaro   | 1 - 0      | Tigres        | Corregidora                  | 4 de noviembre | 20:00      |            |
| Monterrey   | 2 - 1      | Santos Laguna | Tecnológico                  | 4 de noviembre | 20:30      |            |
| Atlante     | 3 - 2      | Toluca        | Olímpico Andrés Quintana Roo | 4 de noviembre | 21:00      |            |
| UNAM        | 3 - 2      | América       | Olímpico Universitario       | 4 de noviembre | 21:00      |            |
| Puebla      | 1 - 0      | Atlas         | Cuauhtémoc                   | 5 de noviembre | 21:00      |            |

| Jornada 16  | Jornada 16 | Jornada 16    | Jornada 16              | Jornada 16     | Jornada 16 | Jornada 16 |
| Local       | Resultado  | Visitante     | Estadio                 | Fecha          | Hora       |            |
| ----------- | ---------- | ------------- | ----------------------- | -------------- | ---------- | ---------- |
| Cruz Azul   | 4 - 0      | Puebla        | Azul                    | 7 de noviembre | 17:00      |            |
| Indios      | 0 - 1      | Chiapas       | Olímpico Benito Juárez  | 7 de noviembre | 18:00      |            |
| Tigres      | 4 - 0      | Atlante       | Universitario           | 7 de noviembre | 19:00      |            |
| San Luis    | 4 - 2      | Santos Laguna | Alfonso Lastras Ramírez | 7 de noviembre | 19:00      |            |
| Atlas       | 1 - 4      | Guadalajara   | Jalisco                 | 7 de noviembre | 19:00      |            |
| Morelia     | 0 - 0      | UNAM          | Morelos                 | 8 de noviembre | 12:00      |            |
| Toluca      | 3 - 0      | Pachuca       | Nemesio Díez            | 8 de noviembre | 12:00      |            |
| Estudiantes | 2 - 0      | Querétaro     | Tres de Marzo           | 8 de noviembre | 16:00      |            |
| América     | 1 - 0      | Monterrey     | Azteca                  | 8 de noviembre | 16:30      |            |

| Jornada 17    | Jornada 17 | Jornada 17  | Jornada 17                   | Jornada 17      | Jornada 17 | Jornada 17 |
| Local         | Resultado  | Visitante   | Estadio                      | Fecha           | Hora       |            |
| ------------- | ---------- | ----------- | ---------------------------- | --------------- | ---------- | ---------- |
| Chiapas       | 2 - 3      | Atlas       | Víctor Manuel Reyna          | 14 de noviembre | 17:00      |            |
| Monterrey     | 1 - 1      | Morelia     | Tecnológico                  | 14 de noviembre | 17:00      |            |
| Pachuca       | 1 - 1      | Tigres      | Hidalgo                      | 14 de noviembre | 17:00      |            |
| Puebla        | 0 - 2      | Toluca      | Cuauhtémoc                   | 14 de noviembre | 17:00      |            |
| Querétaro     | 4 - 0      | San Luis    | Corregidora                  | 14 de noviembre | 19:00      |            |
| Guadalajara   | 0 - 1      | Cruz Azul   | Jalisco                      | 14 de noviembre | 19:00      |            |
| Atlante       | 0 - 0      | Estudiantes | Olímpico Andrés Quintana Roo | 14 de noviembre | 21:00      |            |
| UNAM          | 1 - 1      | Indios      | Olímpico Universitario       | 15 de noviembre | 12:00      |            |
| Santos Laguna | 1 - 1      | América     | Nuevo Corona                 | 15 de noviembre | 16:00      |            |

## Liguilla
|  | Cuartos de final                                                         | Cuartos de final                                                         | Cuartos de final                                                         | Cuartos de final                                                         | Cuartos de final                                                         |   |   | Semifinales                                                          | Semifinales                                                          | Semifinales                                                          | Semifinales                                                          | Semifinales                                                          |  |   | Final                                                          | Final                                                          | Final                                                          | Final                                                          | Final                                                          |  |
|  | 21 y 22 de noviembre de 2009 (ida) 28 y 29 de noviembre de 2009 (vuelta) | 21 y 22 de noviembre de 2009 (ida) 28 y 29 de noviembre de 2009 (vuelta) | 21 y 22 de noviembre de 2009 (ida) 28 y 29 de noviembre de 2009 (vuelta) | 21 y 22 de noviembre de 2009 (ida) 28 y 29 de noviembre de 2009 (vuelta) | 21 y 22 de noviembre de 2009 (ida) 28 y 29 de noviembre de 2009 (vuelta) |   |   | 2 y 3 de diciembre de 2009 (ida) 5 y 6 de diciembre de 2009 (vuelta) | 2 y 3 de diciembre de 2009 (ida) 5 y 6 de diciembre de 2009 (vuelta) | 2 y 3 de diciembre de 2009 (ida) 5 y 6 de diciembre de 2009 (vuelta) | 2 y 3 de diciembre de 2009 (ida) 5 y 6 de diciembre de 2009 (vuelta) | 2 y 3 de diciembre de 2009 (ida) 5 y 6 de diciembre de 2009 (vuelta) |  |   | 10 de diciembre de 2009 (ida) 13 de diciembre de 2009 (vuelta) | 10 de diciembre de 2009 (ida) 13 de diciembre de 2009 (vuelta) | 10 de diciembre de 2009 (ida) 13 de diciembre de 2009 (vuelta) | 10 de diciembre de 2009 (ida) 13 de diciembre de 2009 (vuelta) | 10 de diciembre de 2009 (ida) 13 de diciembre de 2009 (vuelta) |  |
|  |                                                                          |                                                                          |                                                                          |                                                                          |                                                                          |   |   |                                                                      |                                                                      |                                                                      |                                                                      |                                                                      |  |   |                                                                |                                                                |                                                                |                                                                |                                                                |  |
|  |                                                                          |                                                                          |                                                                          |                                                                          |                                                                          |   |   |                                                                      |                                                                      |                                                                      |                                                                      |                                                                      |  |   |                                                                |                                                                |                                                                |                                                                |                                                                |  |
|  | 2                                                                        | Cruz Azul                                                                | 4                                                                        | 3                                                                        | 7                                                                        |   |   |                                                                      |                                                                      |                                                                      |                                                                      |                                                                      |  |   |                                                                |                                                                |                                                                |                                                                |                                                                |  |
|  | 2                                                                        | Cruz Azul                                                                | 4                                                                        | 3                                                                        | 7                                                                        |   |   |                                                                      |                                                                      |                                                                      |                                                                      |                                                                      |  |   |                                                                |                                                                |                                                                |                                                                |                                                                |  |
|  | 7                                                                        | Puebla                                                                   | 4                                                                        | 2                                                                        | 6                                                                        |   |   |                                                                      |                                                                      |                                                                      |                                                                      |                                                                      |  |   |                                                                |                                                                |                                                                |                                                                |                                                                |  |
|  | 7                                                                        | Puebla                                                                   | 4                                                                        | 2                                                                        | 6                                                                        |   | 2 | Cruz Azul                                                            | 0                                                                    | 2                                                                    | 2                                                                    |                                                                      |  |   |                                                                |                                                                |                                                                |                                                                |                                                                |  |
|  |                                                                          |                                                                          |                                                                          |                                                                          |                                                                          |   | 2 | Cruz Azul                                                            | 0                                                                    | 2                                                                    | 2                                                                    |                                                                      |  |   |                                                                |                                                                |                                                                |                                                                |                                                                |  |
|  |                                                                          |                                                                          | 3                                                                        | Morelia                                                                  | 0                                                                        | 1 | 1 |                                                                      |                                                                      |                                                                      |                                                                      |                                                                      |  |   |                                                                |                                                                |                                                                |                                                                |                                                                |  |
|  | 3                                                                        | Morelia                                                                  | 3                                                                        | Morelia                                                                  | 0                                                                        | 1 | 1 | 1                                                                    | 3                                                                    | 4                                                                    |                                                                      |                                                                      |  |   |                                                                |                                                                |                                                                |                                                                |                                                                |  |
|  | 3                                                                        | Morelia                                                                  |                                                                          |                                                                          |                                                                          |   |   |                                                                      |                                                                      | 4                                                                    |                                                                      |                                                                      |  |   |                                                                |                                                                |                                                                |                                                                |                                                                |  |
|  | 6                                                                        | Santos Laguna                                                            | 2                                                                        | 0                                                                        | 2                                                                        |   |   |                                                                      |                                                                      |                                                                      |                                                                      |                                                                      |  |   |                                                                |                                                                |                                                                |                                                                |                                                                |  |
|  | 6                                                                        | Santos Laguna                                                            | 2                                                                        | 0                                                                        | 2                                                                        |   |   |                                                                      |                                                                      |                                                                      |                                                                      |                                                                      |  | 2 | Cruz Azul                                                      | 3                                                              | 1                                                              | 4                                                              |                                                                |  |
|  |                                                                          |                                                                          |                                                                          |                                                                          |                                                                          |   |   |                                                                      |                                                                      |                                                                      |                                                                      |                                                                      |  | 2 | Cruz Azul                                                      | 3                                                              | 1                                                              | 4                                                              |                                                                |  |
|  |                                                                          |                                                                          | 5                                                                        | Monterrey                                                                | 4                                                                        | 2 | 6 |                                                                      |                                                                      |                                                                      |                                                                      |                                                                      |  |   |                                                                |                                                                |                                                                |                                                                |                                                                |  |
|  | 1                                                                        | Toluca (*)                                                               | 5                                                                        | Monterrey                                                                | 4                                                                        | 2 | 6 | 0                                                                    | 1                                                                    | 1                                                                    |                                                                      |                                                                      |  |   |                                                                |                                                                |                                                                |                                                                |                                                                |  |
|  | 1                                                                        | Toluca (*)                                                               |                                                                          |                                                                          |                                                                          |   |   |                                                                      |                                                                      | 1                                                                    |                                                                      |                                                                      |  |   |                                                                |                                                                |                                                                |                                                                |                                                                |  |
|  | 11                                                                       | San Luis                                                                 | 1                                                                        | 0                                                                        | 1                                                                        |   |   |                                                                      |                                                                      |                                                                      |                                                                      |                                                                      |  |   |                                                                |                                                                |                                                                |                                                                |                                                                |  |
|  | 11                                                                       | San Luis                                                                 | 1                                                                        | 0                                                                        | 1                                                                        |   | 1 | Toluca                                                               | 0                                                                    | 1                                                                    | 1                                                                    |                                                                      |  |   |                                                                |                                                                |                                                                |                                                                |                                                                |  |
|  |                                                                          |                                                                          |                                                                          |                                                                          |                                                                          |   | 1 | Toluca                                                               | 0                                                                    | 1                                                                    | 1                                                                    |                                                                      |  |   |                                                                |                                                                |                                                                |                                                                |                                                                |  |
|  |                                                                          |                                                                          | 5                                                                        | Monterrey                                                                | 2                                                                        | 1 | 3 |                                                                      |                                                                      |                                                                      |                                                                      |                                                                      |  |   |                                                                |                                                                |                                                                |                                                                |                                                                |  |
|  | 4                                                                        | América                                                                  | 5                                                                        | Monterrey                                                                | 2                                                                        | 1 | 3 | 0                                                                    | 1                                                                    | 1                                                                    |                                                                      |                                                                      |  |   |                                                                |                                                                |                                                                |                                                                |                                                                |  |
|  | 4                                                                        | América                                                                  |                                                                          |                                                                          |                                                                          |   |   |                                                                      |                                                                      | 1                                                                    |                                                                      |                                                                      |  |   |                                                                |                                                                |                                                                |                                                                |                                                                |  |
|  | 5                                                                        | Monterrey                                                                | 1                                                                        | 1                                                                        | 2                                                                        |   |   |                                                                      |                                                                      |                                                                      |                                                                      |                                                                      |  |   |                                                                |                                                                |                                                                |                                                                |                                                                |  |
|  | 5                                                                        | Monterrey                                                                | 1                                                                        | 1                                                                        | 2                                                                        |   |   |                                                                      |                                                                      |                                                                      |                                                                      |                                                                      |  |   |                                                                |                                                                |                                                                |                                                                |                                                                |  |
|  |                                                                          |                                                                          |                                                                          |                                                                          |                                                                          |   |   |                                                                      |                                                                      |                                                                      |                                                                      |                                                                      |  |   |                                                                |                                                                |                                                                |                                                                |                                                                |  |

- (*) Avanza por su posición en la tabla

### Cuartos de final
| 22 de noviembre de 2009, 12:00 | San Luis          | 1:0 (0:0) | Toluca | Estadio Alfonso Lastras, San Luis Potosí, S.L.P.           |                                                            |
|                                | Pablo Aguilar 76' |           |        | Asistencia: 25,000 espectadores Árbitro(s): Roberto Garcia | Asistencia: 25,000 espectadores Árbitro(s): Roberto Garcia |

| 29 de noviembre de 2009, 12:00                                   | Toluca              | 1:0 (0:0) | San Luis | Estadio Nemesio Díez, Toluca, Edo. de Mex.                   |                                                              |
|                                                                  | Héctor Mancilla 77' |           |          | Asistencia: 27,000 espectadores Árbitro(s): Benito Archundia | Asistencia: 27,000 espectadores Árbitro(s): Benito Archundia |
| Toluca avanza a semifinales por mejor posición en la tabla (1:1) |                     |           |          |                                                              |                                                              |

| 21 de noviembre de 2009, 19:00 | Puebla                                                                               | 4:4 (4:2) | Cruz Azul                                                             | Estadio Cuauhtémoc, Puebla, Puebla                       |                                                          |
|                                | Nicolás Olivera 1' · Alejandro Acosta 28' · Nicolás Vigneri 32' · Jared Borgetti 45' |           | Melvin Brown 12' · Gerardo Torrado 21' · Jaime Lozano 61' (pen.), 81' | Asistencia: 38,000 espectadores Árbitro(s): Erim Ramírez | Asistencia: 38,000 espectadores Árbitro(s): Erim Ramírez |

| 28 de noviembre de 2009, 17:00                      | Cruz Azul                                                         | 3:2 (2:1) | Puebla                   | Estadio Azul, Ciudad de México  |                                 |
|                                                     | César Villaluz 19' · Julio César Domínguez 34' · Fausto Pinto 53' |           | Nicolás Olivera 31', 91' | Asistencia: 33,000 espectadores | Asistencia: 33,000 espectadores |
| Cruz Azul avanza a semifinales, marcador global 7:6 |                                                                   |           |                          |                                 |                                 |

| 22 de noviembre de 2009, 17:00 | Santos                | 2:1 (1:0) | Morelia           | Nuevo Estadio Corona, Torreón, Coahuila                      |                                                              |
|                                | Carlos Ochoa 25', 61' |           | Hugo Droguett 50' | Asistencia: 28,000 espectadores Árbitro(s): Germán Arredondo | Asistencia: 28,000 espectadores Árbitro(s): Germán Arredondo |

| 29 de noviembre de 2009, 17:00                    | Morelia                                                         | 3:0 (2:0) | Santos | Estadio Morelos, Morelia, Michoacán                          |                                                              |
|                                                   | Wilson Tiago 7' · Miguel Sabah 39' · Mauricio Martín Romero 84' |           |        | Asistencia: 42,000 espectadores Árbitro(s): Mauricio Morales | Asistencia: 42,000 espectadores Árbitro(s): Mauricio Morales |
| Morelia avanza a semifinales, marcador global 4:2 |                                                                 |           |        |                                                              |                                                              |

| 21 de noviembre de 2009, 17:00 | Monterrey          | 1:0 (0:0) | América | Estadio Tecnológico, Monterrey, Nuevo León                   |                                                              |
|                                | Aldo de Nigris 47' |           |         | Asistencia: 36,000 espectadores Árbitro(s): Ricardo Arellano | Asistencia: 36,000 espectadores Árbitro(s): Ricardo Arellano |

| 28 de noviembre de 2009, 21:00                      | América              | 1:1 (1:0) | Monterrey          | Estadio Azteca, Ciudad de México                                    |                                                                     |
|                                                     | Salvador Cabañas 42' |           | Humberto Suazo 79' | Asistencia: 47,000 espectadores Árbitro(s): Marco Antonio Rodríguez | Asistencia: 47,000 espectadores Árbitro(s): Marco Antonio Rodríguez |
| Monterrey avanza a semifinales, marcador global 1-2 |                      |           |                    |                                                                     |                                                                     |

### Semifinal
| 3 de diciembre de 2009, 21:00 | Monterrey               | 2:0 (1:0) | Toluca | Estadio Tecnológico, Monterrey |  |
|                               | Aldo de Nigris 45', 66' |           |        |                                |  |

| 6 de diciembre de 2009, 12:00                                | Toluca             | 1:1 (0:0) | Monterrey                 | Estadio Nemesio Díez, Toluca    |                                 |
|                                                              | Isaac Brizuela 80' |           | Abraham Darío Carreño 71' | Árbitro(s): Jorge Eduardo Gasso | Árbitro(s): Jorge Eduardo Gasso |
| Monterrey avanza a la final al ganar por marcador global 1-3 |                    |           |                           |                                 |                                 |

| 2 de diciembre de 2009, 21:00 | Monarcas Morelia | 0:0 (0:0) | Cruz Azul | Estadio Morelos, Morelia                                          |  |
|                               |                  |           |           | Asistencia: 44,000 espectadores Árbitro(s): Roberto García Orozco |  |

| 5 de diciembre de 2009, 17:00                                | Cruz Azul                             | 2:1 (0:0) | Monarcas Morelia | Estadio Azul, Ciudad de México      |                                     |
|                                                              | Javier Orozco 59' · Emanuel Villa 65' |           | Miguel Sabah 49' | Árbitro(s): Paul Enrique Delgadillo | Árbitro(s): Paul Enrique Delgadillo |
| Cruz Azul avanza a la final al ganar por marcador global 2:1 |                                       |           |                  |                                     |                                     |

### Final
| 10 de diciembre de 2009, 21:00 | Monterrey                                                              | 4:3 (1:3) | Cruz Azul                                    | Estadio Tecnológico, Monterrey                                  |                                                                 |
|                                | Emanuel Villa 4' (a.g.) · Humberto Suazo 47', 88' · Sergio Santana 71' |           | Cristian Riveros 6', 18' · Emanuel Villa 34' | Asistencia: 34,987 espectadores Árbitro(s): Jorge Eduardo Gasso | Asistencia: 34,987 espectadores Árbitro(s): Jorge Eduardo Gasso |

| 13 de diciembre de 2009, 18:00                              | Cruz Azul            | 1:2 (0:0) | Monterrey                               | Estadio Azul, Ciudad de México                                      |                                                                     |
|                                                             | Alejandro Castro 77' |           | Aldo de Nigris 54' · Humberto Suazo 90' | Asistencia: 34,978 espectadores Árbitro(s): Marco Antonio Rodríguez | Asistencia: 34,978 espectadores Árbitro(s): Marco Antonio Rodríguez |
| Monterrey se proclama campeón al ganar 4-6 marcador global. |                      |           |                                         |                                                                     |                                                                     |

#### Final - Ida
| 1     | POR   | Jonathan Orozco        |     |
| 23    | DEF   | Felipe Baloy           | 46' |
| 5     | DEF   | Duilio Davino          |     |
| 15    | DEF   | José María Basanta     |     |
| 22    | DEF   | William Paredes        |     |
| 4     | MED   | Diego Martínez         | 46' |
| 8     | MED   | Luis Ernesto Pérez     |     |
| 20    | MED   | Walter Ayovi           |     |
| 28    | MED   | Jesus Arellano         | 60' |
| 11    | DEL   | Aldo de Nigris         |     |
| 26    | DEL   | Humberto Suazo         |     |
| D. T. | D. T. | Víctor Manuel Vucetich |     |

| 1     | POR   | Jose de Jesus Corona  |     |
| 16    | DEF   | Rogelio Chávez        | 76' |
| 4     | DEF   | Julio César Domínguez |     |
| 13    | DEF   | Melvin Brown          |     |
| 2     | DEF   | Fausto Pinto          |     |
| 6     | MED   | Gerardo Torrado       |     |
| 7     | MED   | Christian Riveros     |     |
| 21    | MED   | Jaime Lozano          |     |
| 18    | MED   | Cesar Villaluz        | 65' |
| 11    | MED   | Mario Ortiz           | 60' |
| 30    | DEL   | Emanuel Villa         |     |
| D. T. | D. T. | Enrique Meza          |     |

| 2  | Defensa        | Severo Meza      | 46' |
| 9  | Delantero      | Sergio Santana   | 46' |
| 10 | Centrocampista | Osvaldo Martínez | 60' |

| 27 | Delantero      | Javier Orozco    | 60' |
| 20 | Defensa        | Alejandro Castro | 65' |
| 23 | Centrocampista | Gerardo Lugo     | 79' |

| 3' · 47' · 70' · 88' | Emanuel Villa (Autogol) Humberto Suazo Sergio Santana Humberto Suazo | 1:0 2:3 3:3 4:3 |

| 6' · 17' · 34' | Christian Riveros Emanuel Villa | 1:1 1:2 1:3 |

| 33' · 87' | Felipe Baloy Sergio Santana |

| 78' · | Alejandro Castro |

| Principal | Jorge Gasso |

|                    |   |   |
| Tiros              | - | - |
| Tiros a puerta     | - | - |
| Faltas             | - | - |
| Saques de esquina  | - | - |
| Penaltis           | - | - |
| Fueras de juego    | - | - |
| Posesión del balón | % | % |

| Alineación inicial |

| 1     | POR   | Jonathan Orozco        |     |
| 23    | DEF   | Felipe Baloy           | 46' |
| 5     | DEF   | Duilio Davino          |     |
| 15    | DEF   | José María Basanta     |     |
| 22    | DEF   | William Paredes        |     |
| 4     | MED   | Diego Martínez         | 46' |
| 8     | MED   | Luis Ernesto Pérez     |     |
| 20    | MED   | Walter Ayovi           |     |
| 28    | MED   | Jesus Arellano         | 60' |
| 11    | DEL   | Aldo de Nigris         |     |
| 26    | DEL   | Humberto Suazo         |     |
| D. T. | D. T. | Víctor Manuel Vucetich |     |

| 1     | POR   | Jose de Jesus Corona  |     |
| 16    | DEF   | Rogelio Chávez        | 76' |
| 4     | DEF   | Julio César Domínguez |     |
| 13    | DEF   | Melvin Brown          |     |
| 2     | DEF   | Fausto Pinto          |     |
| 6     | MED   | Gerardo Torrado       |     |
| 7     | MED   | Christian Riveros     |     |
| 21    | MED   | Jaime Lozano          |     |
| 18    | MED   | Cesar Villaluz        | 65' |
| 11    | MED   | Mario Ortiz           | 60' |
| 30    | DEL   | Emanuel Villa         |     |
| D. T. | D. T. | Enrique Meza          |     |

| 2  | Defensa        | Severo Meza      | 46' |
| 9  | Delantero      | Sergio Santana   | 46' |
| 10 | Centrocampista | Osvaldo Martínez | 60' |

| 27 | Delantero      | Javier Orozco    | 60' |
| 20 | Defensa        | Alejandro Castro | 65' |
| 23 | Centrocampista | Gerardo Lugo     | 79' |

| 3' · 47' · 70' · 88' | Emanuel Villa (Autogol) Humberto Suazo Sergio Santana Humberto Suazo | 1:0 2:3 3:3 4:3 |

| 6' · 17' · 34' | Christian Riveros Emanuel Villa | 1:1 1:2 1:3 |

| 33' · 87' | Felipe Baloy Sergio Santana |

| 78' · | Alejandro Castro |

| Principal | Jorge Gasso |

|                    |   |   |
| Tiros              | - | - |
| Tiros a puerta     | - | - |
| Faltas             | - | - |
| Saques de esquina  | - | - |
| Penaltis           | - | - |
| Fueras de juego    | - | - |
| Posesión del balón | % | % |

| Alineación inicial |

| 1     | POR   | Jonathan Orozco        |     |
| 23    | DEF   | Felipe Baloy           | 46' |
| 5     | DEF   | Duilio Davino          |     |
| 15    | DEF   | José María Basanta     |     |
| 22    | DEF   | William Paredes        |     |
| 4     | MED   | Diego Martínez         | 46' |
| 8     | MED   | Luis Ernesto Pérez     |     |
| 20    | MED   | Walter Ayovi           |     |
| 28    | MED   | Jesus Arellano         | 60' |
| 11    | DEL   | Aldo de Nigris         |     |
| 26    | DEL   | Humberto Suazo         |     |
| D. T. | D. T. | Víctor Manuel Vucetich |     |

| 1     | POR   | Jose de Jesus Corona  |     |
| 16    | DEF   | Rogelio Chávez        | 76' |
| 4     | DEF   | Julio César Domínguez |     |
| 13    | DEF   | Melvin Brown          |     |
| 2     | DEF   | Fausto Pinto          |     |
| 6     | MED   | Gerardo Torrado       |     |
| 7     | MED   | Christian Riveros     |     |
| 21    | MED   | Jaime Lozano          |     |
| 18    | MED   | Cesar Villaluz        | 65' |
| 11    | MED   | Mario Ortiz           | 60' |
| 30    | DEL   | Emanuel Villa         |     |
| D. T. | D. T. | Enrique Meza          |     |

| 2  | Defensa        | Severo Meza      | 46' |
| 9  | Delantero      | Sergio Santana   | 46' |
| 10 | Centrocampista | Osvaldo Martínez | 60' |

| 27 | Delantero      | Javier Orozco    | 60' |
| 20 | Defensa        | Alejandro Castro | 65' |
| 23 | Centrocampista | Gerardo Lugo     | 79' |

| 3' · 47' · 70' · 88' | Emanuel Villa (Autogol) Humberto Suazo Sergio Santana Humberto Suazo | 1:0 2:3 3:3 4:3 |

| 6' · 17' · 34' | Christian Riveros Emanuel Villa | 1:1 1:2 1:3 |

| 33' · 87' | Felipe Baloy Sergio Santana |

| 78' · | Alejandro Castro |

| Principal | Jorge Gasso |

|                    |   |   |
| Tiros              | - | - |
| Tiros a puerta     | - | - |
| Faltas             | - | - |
| Saques de esquina  | - | - |
| Penaltis           | - | - |
| Fueras de juego    | - | - |
| Posesión del balón | % | % |

| Alineación inicial |

| 1     | POR   | Jonathan Orozco        |     |
| 23    | DEF   | Felipe Baloy           | 46' |
| 5     | DEF   | Duilio Davino          |     |
| 15    | DEF   | José María Basanta     |     |
| 22    | DEF   | William Paredes        |     |
| 4     | MED   | Diego Martínez         | 46' |
| 8     | MED   | Luis Ernesto Pérez     |     |
| 20    | MED   | Walter Ayovi           |     |
| 28    | MED   | Jesus Arellano         | 60' |
| 11    | DEL   | Aldo de Nigris         |     |
| 26    | DEL   | Humberto Suazo         |     |
| D. T. | D. T. | Víctor Manuel Vucetich |     |

| 1     | POR   | Jose de Jesus Corona  |     |
| 16    | DEF   | Rogelio Chávez        | 76' |
| 4     | DEF   | Julio César Domínguez |     |
| 13    | DEF   | Melvin Brown          |     |
| 2     | DEF   | Fausto Pinto          |     |
| 6     | MED   | Gerardo Torrado       |     |
| 7     | MED   | Christian Riveros     |     |
| 21    | MED   | Jaime Lozano          |     |
| 18    | MED   | Cesar Villaluz        | 65' |
| 11    | MED   | Mario Ortiz           | 60' |
| 30    | DEL   | Emanuel Villa         |     |
| D. T. | D. T. | Enrique Meza          |     |

| 2  | Defensa        | Severo Meza      | 46' |
| 9  | Delantero      | Sergio Santana   | 46' |
| 10 | Centrocampista | Osvaldo Martínez | 60' |

| 27 | Delantero      | Javier Orozco    | 60' |
| 20 | Defensa        | Alejandro Castro | 65' |
| 23 | Centrocampista | Gerardo Lugo     | 79' |

| 3' · 47' · 70' · 88' | Emanuel Villa (Autogol) Humberto Suazo Sergio Santana Humberto Suazo | 1:0 2:3 3:3 4:3 |

| 6' · 17' · 34' | Christian Riveros Emanuel Villa | 1:1 1:2 1:3 |

| 33' · 87' | Felipe Baloy Sergio Santana |

| 78' · | Alejandro Castro |

| Principal | Jorge Gasso |

|                    |   |   |
| Tiros              | - | - |
| Tiros a puerta     | - | - |
| Faltas             | - | - |
| Saques de esquina  | - | - |
| Penaltis           | - | - |
| Fueras de juego    | - | - |
| Posesión del balón | % | % |

| Alineación inicial |

#### Final Vuelta
| 1     | POR   | Jose de Jesus Corona  |     |
| 16    | DEF   | Rogelio Chávez        |     |
| 4     | DEF   | Julio César Domínguez | 58' |
| 13    | DEF   | Melvin Brown          |     |
| 2     | DEF   | Fausto Pinto          |     |
| 6     | MED   | Gerardo Torrado       |     |
| 7     | MED   | Christian Riveros     |     |
| 21    | MED   | Jaime Lozano          |     |
| 18    | MED   | Cesar Villaluz        | 65' |
| 11    | DEL   | Mario Ortiz           | 56' |
| 30    | DEL   | Emanuel Villa         |     |
| D. T. | D. T. | Enrique Meza          |     |

| 1     | POR   | Jonathan Orozco        |     |
| 2     | DEF   | Severo Meza            |     |
| 5     | DEF   | Duilio Davino          |     |
| 15    | DEF   | José María Basanta     |     |
| 22    | DEF   | William Paredes        |     |
| 6     | MED   | Gerardo Galindo        | 83' |
| 8     | MED   | Luis Ernesto Perez     |     |
| 20    | MED   | Walter Ayovi           |     |
| 9     | MED   | Sergio Santana         | 59' |
| 11    | DEL   | Aldo de Nigris         | 87' |
| 26    | DEL   | Humberto Suazo         |     |
| D. T. | D. T. | Víctor Manuel Vucetich |     |

| 27 | Delantero      | Javier Orozco      | 56' |
| 14 | Centrocampista | Ezequiel Hernández | 58' |
| 20 | Defensa        | Alejandro Castro   | 65' |

| 10 | Centrocampista | Osvaldo Martínez | 59' |
| 23 | Centrocampista | Felipe Baloy     | 83' |
| 14 | Delantero      | Jesus Zavala     | 87' |

| 77' · | Alejandro Castro | : |

| 54' · 90' | Aldo de Nigris Humberto Suazo | : |

|  | ? | : |

| 33' · | Cesar Villaluz |

| 54' · 57' · 90' | Aldo de Nigris Severo Meza Humberto Suazo |

| Expulsado · Otorgado · Expulsado | ? |

| Expulsado · Otorgado · Expulsado | ? |

| Principal  | ? |
| Asistentes | ? |
|            | ? |
| Cuarto     | ? |

|                    |   |   |
| Tiros              | - | - |
| Tiros a puerta     | - | - |
| Faltas             | - | - |
| Saques de esquina  | - | - |
| Penaltis           | - | - |
| Fueras de juego    | - | - |
| Posesión del balón | % | % |

| Alineación inicial |

| 1     | POR   | Jose de Jesus Corona  |     |
| 16    | DEF   | Rogelio Chávez        |     |
| 4     | DEF   | Julio César Domínguez | 58' |
| 13    | DEF   | Melvin Brown          |     |
| 2     | DEF   | Fausto Pinto          |     |
| 6     | MED   | Gerardo Torrado       |     |
| 7     | MED   | Christian Riveros     |     |
| 21    | MED   | Jaime Lozano          |     |
| 18    | MED   | Cesar Villaluz        | 65' |
| 11    | DEL   | Mario Ortiz           | 56' |
| 30    | DEL   | Emanuel Villa         |     |
| D. T. | D. T. | Enrique Meza          |     |

| 1     | POR   | Jonathan Orozco        |     |
| 2     | DEF   | Severo Meza            |     |
| 5     | DEF   | Duilio Davino          |     |
| 15    | DEF   | José María Basanta     |     |
| 22    | DEF   | William Paredes        |     |
| 6     | MED   | Gerardo Galindo        | 83' |
| 8     | MED   | Luis Ernesto Perez     |     |
| 20    | MED   | Walter Ayovi           |     |
| 9     | MED   | Sergio Santana         | 59' |
| 11    | DEL   | Aldo de Nigris         | 87' |
| 26    | DEL   | Humberto Suazo         |     |
| D. T. | D. T. | Víctor Manuel Vucetich |     |

| 27 | Delantero      | Javier Orozco      | 56' |
| 14 | Centrocampista | Ezequiel Hernández | 58' |
| 20 | Defensa        | Alejandro Castro   | 65' |

| 10 | Centrocampista | Osvaldo Martínez | 59' |
| 23 | Centrocampista | Felipe Baloy     | 83' |
| 14 | Delantero      | Jesus Zavala     | 87' |

| 77' · | Alejandro Castro | : |

| 54' · 90' | Aldo de Nigris Humberto Suazo | : |

|  | ? | : |

| 33' · | Cesar Villaluz |

| 54' · 57' · 90' | Aldo de Nigris Severo Meza Humberto Suazo |

| Expulsado · Otorgado · Expulsado | ? |

| Expulsado · Otorgado · Expulsado | ? |

| Principal  | ? |
| Asistentes | ? |
|            | ? |
| Cuarto     | ? |

|                    |   |   |
| Tiros              | - | - |
| Tiros a puerta     | - | - |
| Faltas             | - | - |
| Saques de esquina  | - | - |
| Penaltis           | - | - |
| Fueras de juego    | - | - |
| Posesión del balón | % | % |

| Alineación inicial |

| 1     | POR   | Jose de Jesus Corona  |     |
| 16    | DEF   | Rogelio Chávez        |     |
| 4     | DEF   | Julio César Domínguez | 58' |
| 13    | DEF   | Melvin Brown          |     |
| 2     | DEF   | Fausto Pinto          |     |
| 6     | MED   | Gerardo Torrado       |     |
| 7     | MED   | Christian Riveros     |     |
| 21    | MED   | Jaime Lozano          |     |
| 18    | MED   | Cesar Villaluz        | 65' |
| 11    | DEL   | Mario Ortiz           | 56' |
| 30    | DEL   | Emanuel Villa         |     |
| D. T. | D. T. | Enrique Meza          |     |

| 1     | POR   | Jonathan Orozco        |     |
| 2     | DEF   | Severo Meza            |     |
| 5     | DEF   | Duilio Davino          |     |
| 15    | DEF   | José María Basanta     |     |
| 22    | DEF   | William Paredes        |     |
| 6     | MED   | Gerardo Galindo        | 83' |
| 8     | MED   | Luis Ernesto Perez     |     |
| 20    | MED   | Walter Ayovi           |     |
| 9     | MED   | Sergio Santana         | 59' |
| 11    | DEL   | Aldo de Nigris         | 87' |
| 26    | DEL   | Humberto Suazo         |     |
| D. T. | D. T. | Víctor Manuel Vucetich |     |

| 27 | Delantero      | Javier Orozco      | 56' |
| 14 | Centrocampista | Ezequiel Hernández | 58' |
| 20 | Defensa        | Alejandro Castro   | 65' |

| 10 | Centrocampista | Osvaldo Martínez | 59' |
| 23 | Centrocampista | Felipe Baloy     | 83' |
| 14 | Delantero      | Jesus Zavala     | 87' |

| 77' · | Alejandro Castro | : |

| 54' · 90' | Aldo de Nigris Humberto Suazo | : |

|  | ? | : |

| 33' · | Cesar Villaluz |

| 54' · 57' · 90' | Aldo de Nigris Severo Meza Humberto Suazo |

| Expulsado · Otorgado · Expulsado | ? |

| Expulsado · Otorgado · Expulsado | ? |

| Principal  | ? |
| Asistentes | ? |
|            | ? |
| Cuarto     | ? |

|                    |   |   |
| Tiros              | - | - |
| Tiros a puerta     | - | - |
| Faltas             | - | - |
| Saques de esquina  | - | - |
| Penaltis           | - | - |
| Fueras de juego    | - | - |
| Posesión del balón | % | % |

| Alineación inicial |

| 1     | POR   | Jose de Jesus Corona  |     |
| 16    | DEF   | Rogelio Chávez        |     |
| 4     | DEF   | Julio César Domínguez | 58' |
| 13    | DEF   | Melvin Brown          |     |
| 2     | DEF   | Fausto Pinto          |     |
| 6     | MED   | Gerardo Torrado       |     |
| 7     | MED   | Christian Riveros     |     |
| 21    | MED   | Jaime Lozano          |     |
| 18    | MED   | Cesar Villaluz        | 65' |
| 11    | DEL   | Mario Ortiz           | 56' |
| 30    | DEL   | Emanuel Villa         |     |
| D. T. | D. T. | Enrique Meza          |     |

| 1     | POR   | Jonathan Orozco        |     |
| 2     | DEF   | Severo Meza            |     |
| 5     | DEF   | Duilio Davino          |     |
| 15    | DEF   | José María Basanta     |     |
| 22    | DEF   | William Paredes        |     |
| 6     | MED   | Gerardo Galindo        | 83' |
| 8     | MED   | Luis Ernesto Perez     |     |
| 20    | MED   | Walter Ayovi           |     |
| 9     | MED   | Sergio Santana         | 59' |
| 11    | DEL   | Aldo de Nigris         | 87' |
| 26    | DEL   | Humberto Suazo         |     |
| D. T. | D. T. | Víctor Manuel Vucetich |     |

| 27 | Delantero      | Javier Orozco      | 56' |
| 14 | Centrocampista | Ezequiel Hernández | 58' |
| 20 | Defensa        | Alejandro Castro   | 65' |

| 10 | Centrocampista | Osvaldo Martínez | 59' |
| 23 | Centrocampista | Felipe Baloy     | 83' |
| 14 | Delantero      | Jesus Zavala     | 87' |

| 77' · | Alejandro Castro | : |

| 54' · 90' | Aldo de Nigris Humberto Suazo | : |

|  | ? | : |

| 33' · | Cesar Villaluz |

| 54' · 57' · 90' | Aldo de Nigris Severo Meza Humberto Suazo |

| Expulsado · Otorgado · Expulsado | ? |

| Expulsado · Otorgado · Expulsado | ? |

| Principal  | ? |
| Asistentes | ? |
|            | ? |
| Cuarto     | ? |

|                    |   |   |
| Tiros              | - | - |
| Tiros a puerta     | - | - |
| Faltas             | - | - |
| Saques de esquina  | - | - |
| Penaltis           | - | - |
| Fueras de juego    | - | - |
| Posesión del balón | % | % |

| Alineación inicial |

| Campeón Apertura 2009 |
| --------------------- |
|                       |
| Monterrey             |
| 3° Título             |